# Congrégation de Subiaco Mont-Cassin

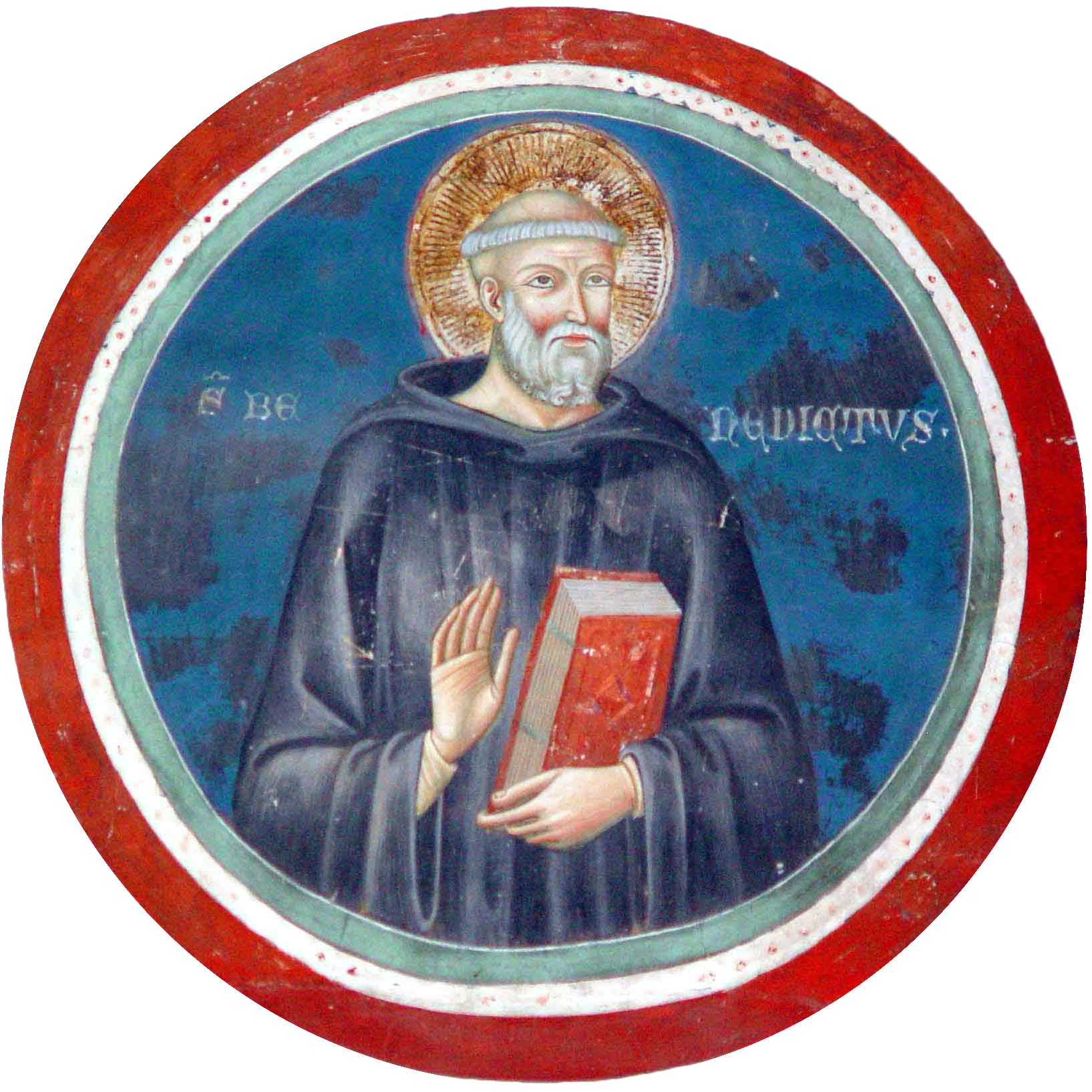
Représentation de Benoît de Nursie, présente dans l’abbaye de Subiaco

La congrégation de Subiaco Mont-Cassin (en latin : Congregatio Sublacensis Casinensis) est une union internationale d'abbayes et de maisons bénédictines faisant partie de la confédération bénédictine au sein de l'ordre de Saint-Benoît, dont l'origine remonte au XVe siècle. Elle est issue de la jonction, en 2013, de la Congregazione Cassinese (congrégation cassinaise) avec celle de Subiaco. Le nom de la congrégation devient alors Congregazione Sublacense Cassinese (en français : « congrégation de Subiaco Mont-Cassin »).
La résidence de l'abbé-président de la congrégation se trouve à Rome, au Saint-Siège, à la curie généralice au no 2 de la « via Sant'Ambrogio » : l'église Sant'Ambrogio della Massima.
La congrégation regroupe :
- six provinces : la province italienne (18 maisons), la province anglaise (14 maisons), la province flamande (10 maisons), la province française (14 maisons), la province espagnole (11 maisons), la province africaine et de Madagascar (7 maisons), la province vietnamienne (4 maisons) ;
- deux pro-provinces : la pro-province allemande (2 maisons), la pro-province philippine (3 maisons) ;
- six monastères hors-province.

## Répartition dans le monde
Sont ci-dessous énumérés les monastères, abbayes, prieurés et sanctuaires qui sont rattachés à la congrégation de Subiaco Mont-Cassin, selon leur répartition dans les diverses « provinces » du monde. Les dates mentionnées entre parenthèses, le cas échéant, sont sauf autre indication celles des créations des établissements. 

### Province italienne
[Chiffres de mars 2009]

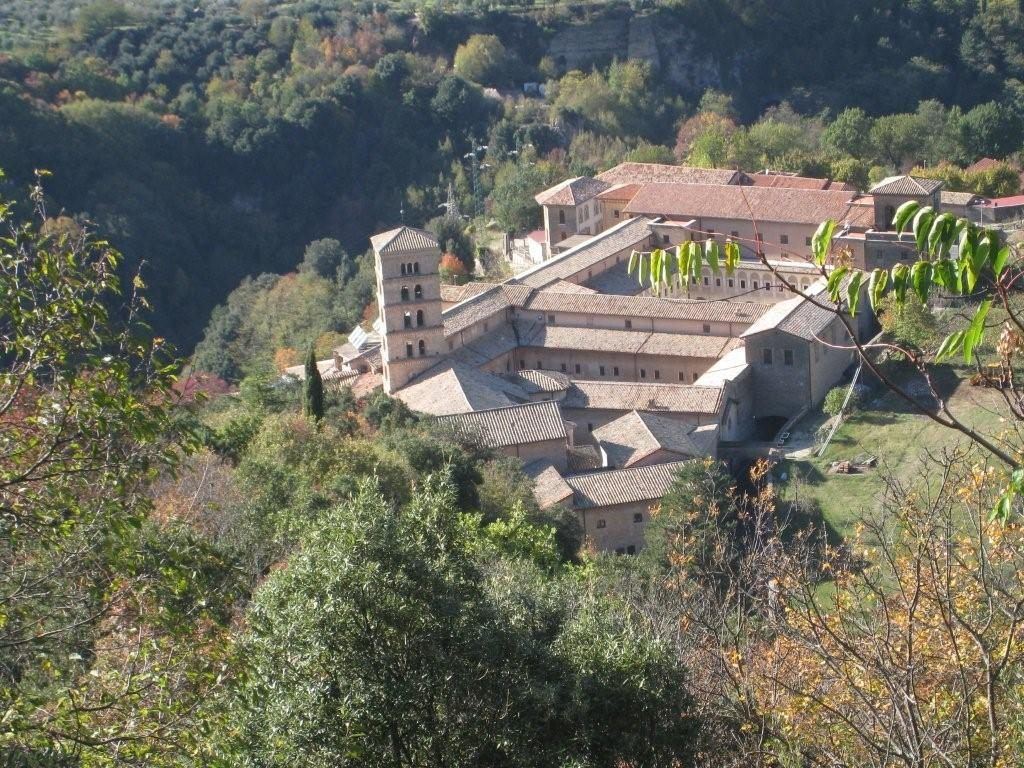
Vue de l'abbaye territoriale de Subiaco.

- L’abbaye Sainte-Marie de Finalpia : 19 moines[2].
  - La paroisse Saint-Martin-et-Saint-Benoît de Pegli, dépendant de Finalpia.
- Le monastère Saints-Pierre-et-Paul de Germagno (1974) : 8 moines et 5 oblats séculiers.
- Le monastère Sainte-Marie-des-Miracles (Miracoli) : 11 moines.
- L’abbaye territoriale Sainte-Marie de Montevergine (1126) : 13 moines.
- L’abbaye de Noci (Madonna della Scala) (1930) : 22 moines et 330 oblats séculiers.
- Le monastère Saint-Pierre-et-Saint-André de Novalesa : 8 moines et 20 oblats séculiers.
- L’abbaye Sainte-Justine de Padoue (970) : 21 moines et 25 oblats séculiers.
- L’abbaye Saint-Jean-l'Évangéliste de Parme (980) : 14 moines.
  - Le monastère Sainte-Marie-des-Neiges de Torrechiara[à vérifier] dépendant de l’abbaye Saint-Jean-l'Évangéliste de Parme.
- L’abbaye de Praglia (Teolo) : 45 moines et 32 oblats séculiers.
  - Le sanctuaire du mont de la Madone (Teolo), dépendant de l’abbaye de Praglia.
  - Le Sadhu Benedict Moth (Bangladesh) : 2 moines et 27 oblats séculiers, dépendant de Praglia.
- L’abbaye Saint-Pierre de Sorres à Borutta (1955) : 10 moines.
- L’abbaye du Sacro Speco à Subiaco : 4 moines et 1 oblat séculier.
- L’abbaye territoriale de Subiaco : 22 moines et 1 oblat séculier.
- Le monastère de San Giorgio Maggiore (Venise) : 8 moines.

Moniales associées :
- Le monastère Sainte-Scholastique de Civitella San Paolo (1934) : 13 moniales et 20 oblates séculières[3].

### Province anglaise

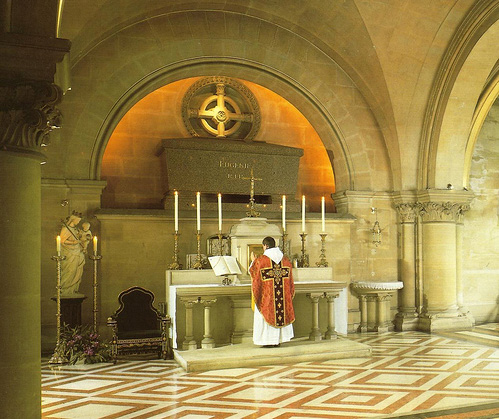
Tombe de l'impératrice Eugénie à l'abbaye de Farnborough.

- L’abbaye Christ in the Desert (1964) : 37 moines (États-Unis).
  - Le monastère de Veracruz (1996) : 18 moines (Mexique) dépendant de Christ in the Desert.
  - Le monastère de San Miguel de Allende (1986) : 8 moines (Mexique), dépendant de Christ in the Desert.
  - Le monastère de la Sainte-Croix de Chicago (1988) : 7 moines, dépendant de l'abbaye Christ in the Desert (États-Unis).
- L’abbaye de Farnborough (1895) : 6 moines (Angleterre).
- L’abbaye de Pluscarden (1230) : 22 moines (Écosse).
  - Le prieuré Sainte-Marie de Petersham (1987) : 7 moines (États-Unis), dépendant de Pluscarden.
- L’abbaye de Prinknash (1896) : 12 moines (Angleterre).
  - Le monastère de Kristo Buase (1989) : 9 moines (Ghana), dépendant de Prinknash.
- L’abbaye Saint-Augustin de Ramsgate (en) (1856) : 11 moines (Angleterre).

Moniales associées :
- Le prieuré du Coyoacán : 4 moniales (Mexique).
- Le prieuré Sainte-Mildred de Ramsgate : 14 moniales (Angleterre).
- Le prieuré Sainte-Scholastique de Petersham (1981) : 9 moniales (États-Unis).
  - Le monastère de Tickfaw (1970) : 8 moniales (États-Unis), dépendant de Sainte-Scholastique de Petersham.

### Province flamande-hollandaise
- L’abbaye de Dendermonde : 18 moines (Belgique).
- L’abbaye du Mont-César (Regina Cæli de Louvain) (1899) : 5 moines (Belgique).
- L’abbaye d'Affligem : 20 moines (Belgique).
- L’abbaye Saint-Benoît de Pietersburg : 12 moines (Afrique du Sud).
- L’abbaye Saint-Willibrord de Slangenburg (1945) : 8 moines (Doetinchem, Pays-Bas).
- L’abbaye Saint-Pierre de Steenbrugge : 7 moines (Belgique).

Moniales associées :
- L’abbaye Sainte-Godelieve de Bruges : 10 moniales (Belgique) ; l’abbaye a été fermée en 2013.
- L’abbaye Sainte-Godelieve de Gistel : 9 moniales (Belgique) (congrégation Mère de la Paix depuis 2007).
- L’abbaye Marie-Médiatrice d'Affligem : 15 moniales (Belgique).
- L’abbaye de Bethléem de Bonheiden : 13 moniales (Belgique).

### Province française
- L’abbaye Notre-Dame de Belloc.
- L’abbaye d'En-Calcat, 30 moines.

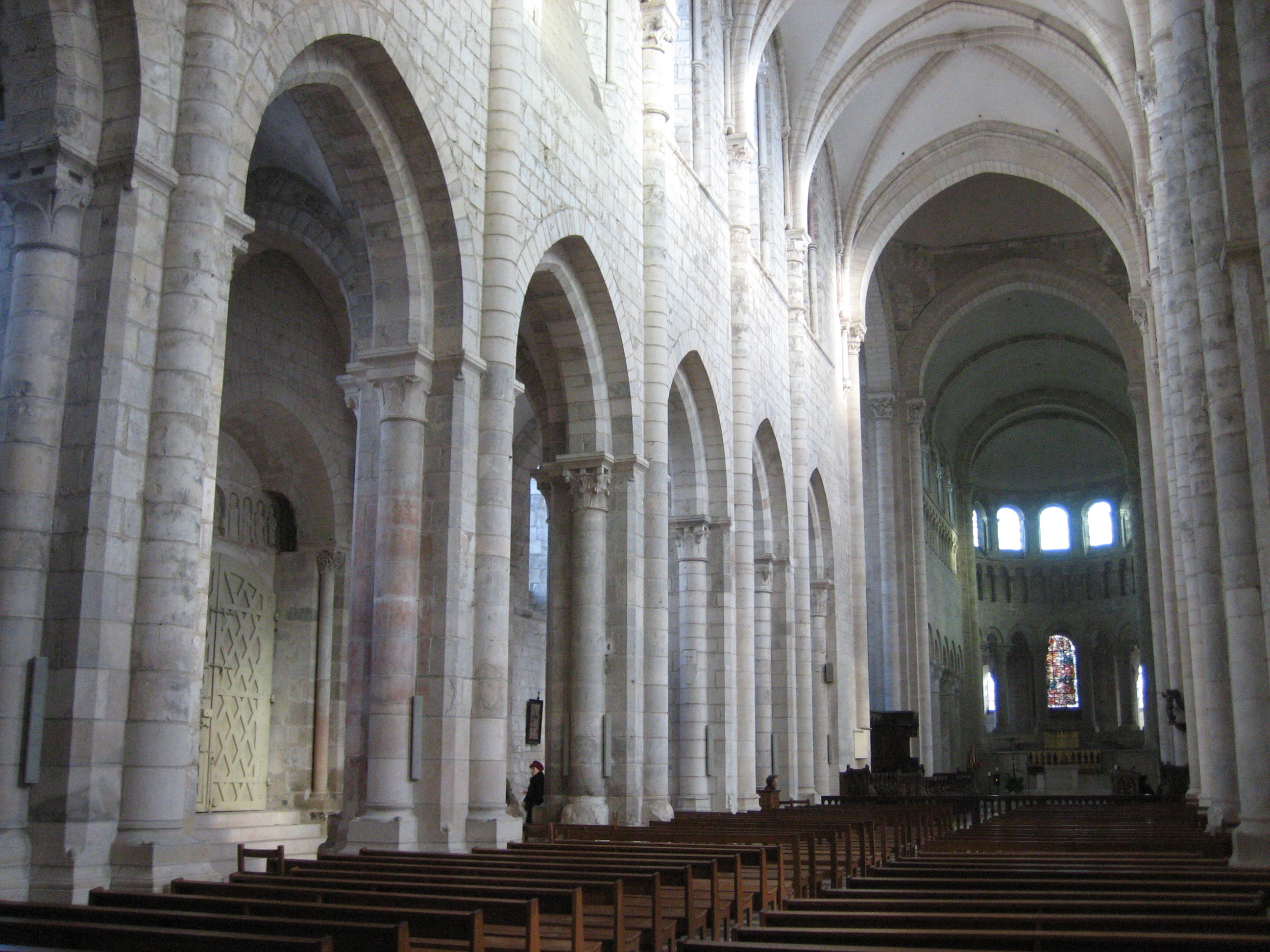
Intérieur de l'église de l'abbaye de Saint-Benoît-sur-Loire.

- L’abbaye de Koubri (Burkina Faso).
- L´abbaye Sainte-Marie de la Pierre-qui-Vire :
  - le prieuré de Chauveroche, qui lui est rattaché.
- L’abbaye Saint-Guénolé de Landévennec :
  - le prieuré de Morne-Saint-Benoît (Haïti), qui lui est rattaché.
- L’abbaye de Saint-Benoît-sur-Loire dite abbaye de Fleury.
- L’abbaye de Tournay : 20 moines.

Au sein de la fédération du Cœur-Immaculé-de-Marie, on dénombre huit communautés de moniales:
- L’abbaye Saint-Pierre de Pradines :
  - Le monastère de La-Bonne-Nouvelle à Bouaké, en Côte d'Ivoire qui lui est rattaché ;
- L’abbaye Notre-Dame de Jouarre ;
- L’abbaye Saint-Vincent de Chantelle ;
- L'Abbaye Saint-Joseph de la Rochette à Belmont-Tramonet ;
- L'abbaye Sainte-Croix de Poitiers à Saint-Benoit ;
- L'abbaye Sainte-Marie de Maumont à Juignac :
  - Le monastère de Sainte-Croix de Friguiagbé en Guinée qui lui est rattaché.

Autres moniales associées :
- Le monastère Sainte-Scholastique d'Urt, moniales.
- L’abbaye Sainte-Scholastique de Dourgne, moniales, dans le Tarn, à 1 km de l'abbaye d'En-Calcat.
- Le prieuré Notre-Dame de Koubri (Burkina Faso), moniales.
- L’abbaye de Valognes (moniales), fermée en 1792, les moniales sont depuis 1810 dans l'ancien couvent des Capucins[à vérifier].
- L’abbaye Notre-Dame de Venière, moniales[4].

### Province hispanique

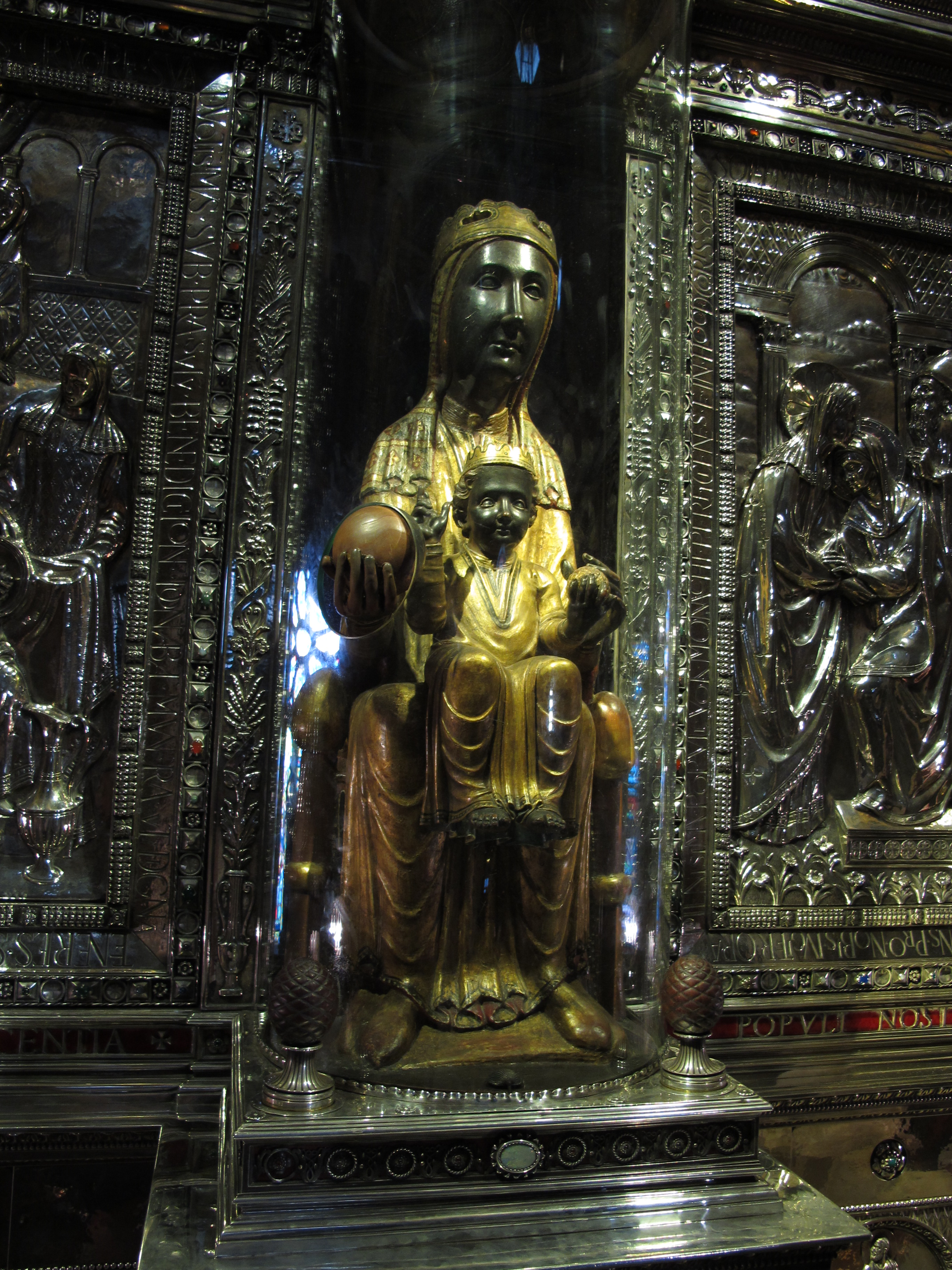
La Vierge noire à l'Enfant de l'abbaye de Montserrat.

Les informations mentionnées dans cette section datent partiellement du mois de janvier 2009.
- L’abbaye de Montserrat (1025) : 76 moines (Catalogne, Espagne).
  - L’abbaye Saint-Michel de Cuxa (Catalogne, France) : 5 moines dépendant de l'abbaye de Montserrat.
  - Le monastère Notre-Dame (El Miracle) (Catalogne, Espagne) (1901) dépendant de Montserrat : 6 moines.
- Le prieuré d'El Paular (1954) 8 moines (Espagne).
- Le prieuré d'Estibaliz (1923) : 7 moines (Espagne).
- L’abbaye de Guatapé (1968) : 27 moines (Colombie).
- L’abbaye de Lazkao (1943) : 8 moines (Pays basque espagnol).
- L’abbaye Sainte-Marie de Medellín (1954) : 15 moines (Colombie).
- L’abbaye royale Saint-Julien de Samos : 19 moines (Lugo, Galice, Espagne).
- La maison de Mayagüez : 5 moines (Porto Rico, dépendant de Samos.
- L’abbaye de Valvanera (900) : 12 moines (La Rioja, Espagne).
- L’abbaye de la Résurrection (Ponta Grossa, Brésil).
- Le monastère de la Transfiguration (Brésil).

### Province africaine et de Madagascar
- Le prieuré Sainte-Marie de Bouaké : 19 moines (Côte d'Ivoire).
- L’abbaye de l'Ascension de Dzogbégan (1961) : 32 moines (Togo).
- L’abbaye Saint-Benoît de Koubri (1963) : 23 moines (Burkina Faso).
  - Le monastère du Mont-Thabor (Bénin), dépendant de Koubri.
- Le monastère de Mahitsy.(1955) : 23 moines (Madagascar).

Moniales associées :
- L’abbaye de l'Assomption de Dzogbégan (1963) : 36 moniales (Togo).
  - Le monastère de l'Emmanuel de Sadori (1995) : 9 moniales (Togo), dépendant de l'Assomption de Dzogbégan.

### Province vietnamienne
- L’abbaye de Thien An (Hué) (1895) : 43 moines et 3 oblats séculiers.
- Le monastère de Thien Binh (province de Đồng Nai) (1970) : 51 moines
- Le prieuré de Tient Hoa (1962) (Daklak) : 12 moines.
- Le monastère de Thien Phuoc (1972) (Hô Chi Minh-Ville) : 55 moines et 28 oblats séculiers.

### Pro-province allemande

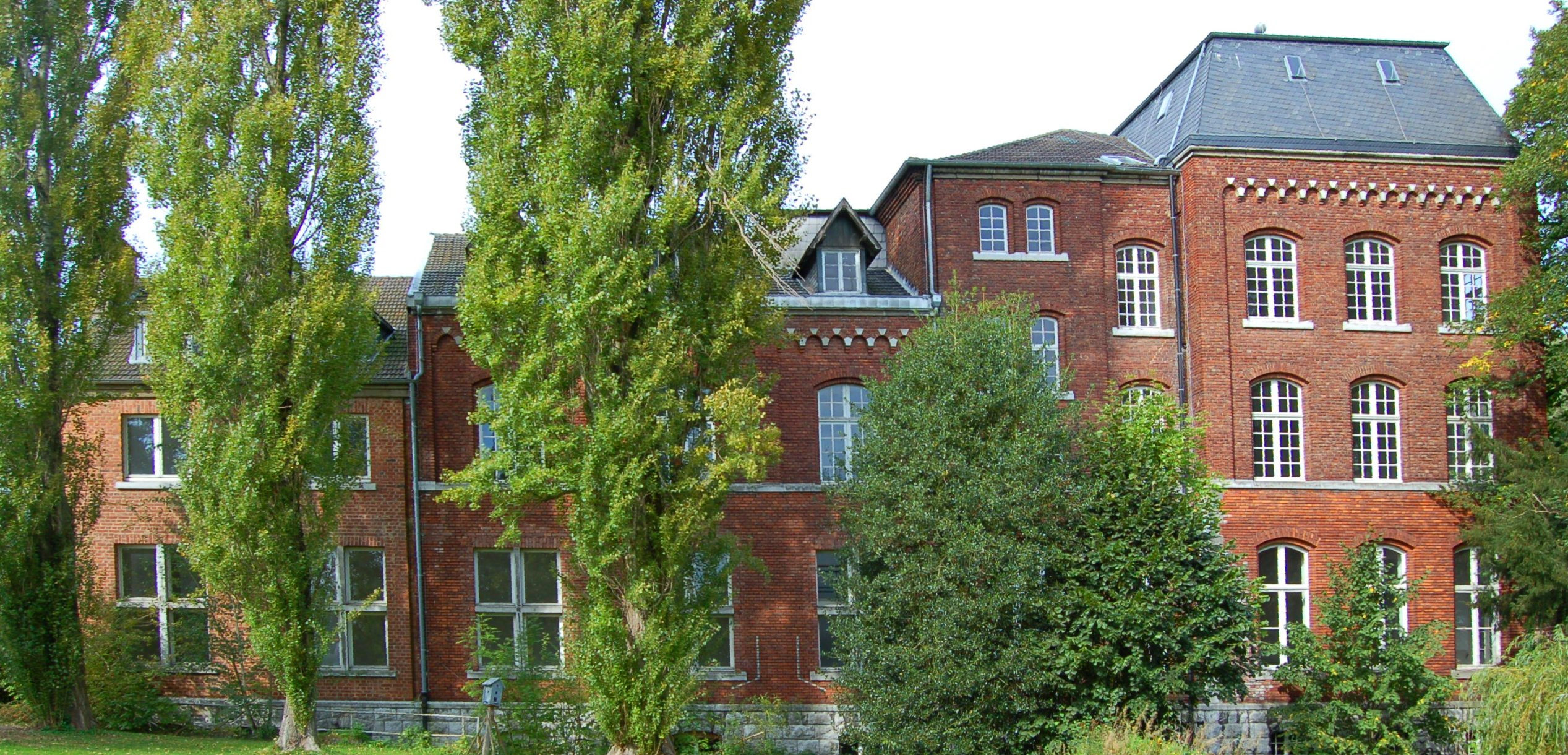
L'abbaye de Kornelimünster.

- L’abbaye de Kornelimünster : 9 moines (Aix-la-Chapelle).

### Pro-province philippine
- Le monastère de la Transfiguration de Malaybalay (1981) : 13 moines.
- L’abbaye Notre-Dame de Monserrat de Manille (1895) : 42 moines et 60 oblats séculiers.
- Le St. Benedict's College de Muntinlupa (1972) : 8 moines, dépendant de Manille.

### Hors-province
- L’abbaye de la Sainte-Trinité de New Norcia (1846) : 12 moines et 30 oblats séculiers (Australie).
- La curie généralice Saint-Ambroise.
- Le monastère d'Ozubulu (Nigeria).

Moniales associées :
- L’abbaye de Jamberoo (1849) : 30 moniales et 320 oblats séculiers (Australie).
- Le prieuré Notre-Dame du Désert (1990) (Abiquiú, Nouveau-Mexique) : 11 moniales (États-Unis), dépendant de Jamberoo.
- Le monastère de Tanby : 6 moniales (Australie).
- L’abbaye Sainte-Scholastique d'Umuoji (État d'Anambra, Nigeria) : 140 moniales.

## Abbés présidents de la congrégation
- Pietro Francesco Casaretto (it), 1867–1876, fondateur de la congrégation
- Raffaele Testa, 1876–1880, de l'abbaye de Subiaco[5]
- Nicola Canevello, 1880–1888
- Jordan Ballsieper (de), 1888–1890, du sanctuaire du Sacro Speco
- Romaricus Flugi von Aspermont (de), 1890–1896, des abbayes de Subiaco et des Saints-Nicolas-et-Benoît
- Domenico Serafini, 1896–1900, de l'abbaye de Subiaco
- Mauro Serafini, 1900–1920
- Benoît Gariador, 1920–1928, de Notre-Dame de Belloc puis des bénédictins français de Jérusalem[6]
- Maur Etcheverry, 1928–1937, de l'abbaye Notre-Dame de Belloc
- Emanuele Caronti (it), 1937–1959, de l’abbaye Saint-Jean-l'Évangéliste de Parme
- Pietro Celestino Gusi, 1959–1966
- Gabriel M. Brasó, 1966–1978, de l'abbaye de Montserrat[7]
- Mauro Elizondo (pro-Président), 1978–1980, de l'abbaye de Lazkao[8]
- Denis Huerre, 1980–1988, de l'abbaye Sainte-Marie de la Pierre-qui-Vire[9]
- Gilbert Jones, 1988–1996, de l'abbaye Saint-Augustin (en) de Chilworth[10]
- Thierry Portevin, 1996–2004, de l'abbaye d'En-Calcat[11]
- Bruno Marin (de), 2004–2016, de l'abbaye de Praglia
- Guillermo L. Arboleda Tamayo, 2016–2024, de l'abbaye de Guatapé[12]
- Ignasi M. Fossas Colet, depuis 2024, de l'abbaye de Montserrat[13],[1]